# Sortida push-pull

Un controlador de sortida push-pull de classe B que utilitza un parell de transistors d'unió bipolar PNP i NPN complementaris configurats com a seguidors emissors.

Sortida push-pull de l'Inversor CMOS.

Un amplificador push-pull és un tipus de circuit electrònic que utilitza un parell de dispositius actius que subministren corrent alternativament o absorbeixen corrent d'una càrrega connectada. Aquest tipus d'amplificador pot millorar tant la capacitat de càrrega com la velocitat de commutació.
Les sortides push-pull estan presents en circuits lògics digitals TTL i CMOS i en alguns tipus d'amplificadors, i normalment es realitzen mitjançant un parell complementari de transistors, un que dissipa o enfonsa el corrent de la càrrega a terra o una font d'alimentació negativa, i l'altre. subministrament o subministrament de corrent a la càrrega des d'una font d'alimentació positiva.
Un amplificador push-pull és més eficient que un amplificador de "classe A" d'un sol extrem. La potència de sortida que es pot aconseguir és superior a la qualificació de dissipació contínua del transistor o del tub utilitzat sol i augmenta la potència disponible per a una tensió d'alimentació determinada. La construcció simètrica dels dos costats de l'amplificador significa que es cancel·len els harmònics d'ordre parell, cosa que pot reduir la distorsió. El corrent DC es cancel·la a la sortida, la qual cosa permet utilitzar un transformador de sortida més petit que en un amplificador d'un sol extrem. Tanmateix, l'amplificador push-pull requereix un component de divisió de fase que afegeix complexitat i cost al sistema; L'ús de transformadors de presa central per a l'entrada i la sortida és una tècnica comuna, però afegeix pes i restringeix el rendiment. Si les dues parts de l'amplificador no tenen característiques idèntiques, es pot introduir distorsió ja que les dues meitats de la forma d'ona d'entrada s'amplifiquen de manera desigual. La distorsió creuada es pot crear prop del punt zero de cada cicle quan un dispositiu es talla i l'altre entra a la seva regió activa.

El circuit de la porta TTL NAND té una etapa de "sortida de pol tòtem" (dreta) que consta de dos transistors NPN en push pull. Quan almenys una de les entrades és baixa, el transistor V ₂ s'apaga, el V ₃ s'encén i el V _{4} s'apaga, augmentant la tensió de sortida. Quan les dues entrades són altes, V ₂ està activat, V ₃ està apagat i V _{4} està encès, fent baixar la sortida.

## Circuits digitals
Un ús digital d'una configuració push-pull és la sortida de TTL i famílies relacionades. El transistor superior funciona com un pull-up actiu, en mode lineal, mentre que el transistor inferior funciona digitalment. Per aquest motiu no són capaços d'aprovisionar tanta corrent com poden enfonsar-se (normalment 20 vegades menys). A causa de la forma en què aquests circuits es dibuixen esquemàticament, amb dos transistors apilats verticalment, normalment amb un díode de desplaçament de nivell entremig, s'anomenen sortides de "tótem".

## Circuits analògics
En els amplificadors de potència push-pull analògics, els dos dispositius de sortida funcionen en antifase (és a dir, a 180° de distància). Les dues sortides antifàsiques estan connectades a la càrrega d'una manera que fa que s'afegeixin les sortides del senyal, però els components de distorsió a causa de la no linealitat en els dispositius de sortida es resten entre si; si la no linealitat dels dos dispositius de sortida és similar, la distorsió es redueix molt. Els circuits push-pull simètrics han de cancel·lar els harmònics d'ordre parell, com 2f, 4f, 6f i, per tant, promoure els harmònics d'ordre senar, com f, 3f, 5f quan s'introdueixen en el rang no lineal.
Un amplificador push-pull produeix menys distorsió que un d'un sol extrem. Això permet que un amplificador push-pull de classe A o AB tingui menys distorsió per la mateixa potència que els mateixos dispositius utilitzats en una configuració d'un sol extrem. Es pot produir distorsió en el moment en què les sortides canvien: el "hand-off" no és perfecte. Això s'anomena distorsió creuada. La classe AB i la classe B dissipen menys potència per a la mateixa sortida que la classe A; La distorsió general es pot mantenir baixa mitjançant la retroalimentació negativa, i la distorsió de creuament es pot reduir afegint un "corrent de polarització" per suavitzar la transferència.